# 도미니카 공화국의 코로나19 범유행
다음은 도미니카 공화국의 코로나19 범유행 현황에 대한 설명이다.

## 배경
2019년 12월 31일 중화인민공화국 후베이성 우한시 보건위원회는 세계보건기구(WHO)에 원산지를 알 수 없는 급성 폐렴 환자 집단을 통보했다. 2020년 1월 9일, 중국 질병예방통제센터(CCDC)는 신종 코로나바이러스(이하 SARS-CoV-2)의 식별을 원인으로 보고하였다. 중국의 질병은 8만 명 이상의 사람들에게 영향을 미쳐 3,200명 이상의 사망자를 냈고(2020년 3월 25일 기준) 현재 전 세계 210개 이상의 국가와 영토로 확산되었다.

## 같이 보기
- 북아메리카의 코로나19 범유행
- 2013~2014년 치쿤구니야 유행
- 2009년 인플루엔자 범유행